# ایران در پارالمپیک تابستانی ۱۹۸۸
ایران در بازی‌های پارالمپیک تابستانی ۱۹۸۸ که در سئول کره جنوبی برگزار شد با ۳۵ ورزشکار در چهار رشته ورزشی شرکت نمود و با تصاحب ۸ نشان موفق به کسب رتبه بیست‌وهشتم در جدول نشان‌ها شد.

## رشته‌ها و تعداد شرکت‌کنندگان
| رشته ورزشی    | مردان | زنان | مجموع |
| ------------- | ----- | ---- | ----- |
| دو و میدانی   | ۱۶    |      | ۱۶    |
| گلبال         | ۶     |      | ۶     |
| وزنه‌برداری    | ۱     |      | ۱     |
| والیبال نشسته | ۱۲    |      | ۱۲    |
| مجموع         | ۳۵    | ۰    | ۳۵    |

## نشان‌ها

### جدول نشان‌ها
| رشته ورزشی    | طلا | نقره | برنز | مجموع |
| دو و میدانی   | ۳   | ۱    | ۳    | ۷     |
| والیبال نشسته | ۱   |      |      | ۱     |
| مجموع         | ۴   | ۱    | ۳    | ۸     |

### نشان‌آوران
| نشان | نام | رشته ورزشی    | رویداد                      |
| ---- | --- | ------------- | --------------------------- |
| طلا  | مختار نورافشان | دو و میدانی   | پرتاب دیسک مردان ۳          |
| طلا  | هادی یاراحمدی | دو و میدانی   | پرتاب نیزه مردان ۵          |
| طلا  | جواد عبدالله‌زاده | دو و میدانی   | پرتاب نیزه مردان ۵          |
| طلا  | علی کشفیا محمدحسین پرستار کاظم اسماعیلیان محمدعلی طباطبایی محمد مصطفوی احمد شیوانی محسن براتی هادی رضایی رضا گزالی حسین هاشمی سعید حنیفی رضا بداغی | والیبال نشسته | مردان                       |
| نقره | احمد رضایی | دو و میدانی   | پرتاب نیزه مردان L۵         |
| برنز | علی‌اصغر هادی‌زاده | دو و میدانی   | پرتاب وزنه مردان L۵         |
| برنز | رضا چاوشی | دو و میدانی   | پرتاب دیسک مردان ۳          |
| برنز | حسن سماواتی | دو و میدانی   | پرتاب دیسک مردان A۱–۲/A۹/L۳ |